# Radomir Drašović
Radomir Drašović (serbisch-kyrillisch Радомир Драшовић; * 22. Juli 1997 in Belgrad) ist ein serbischer Wasserballspieler. Bei Olympischen Spielen gewann er mit der Nationalmannschaft eine Goldmedaille.

## Sportliche Karriere
Radomir Drašović begann im Alter von 10 Jahren mit dem Wasserballsport. 2023 graduierte er in Belgrad im Fach Sport-Management. Der 1,93 Meter große Drašović spielte 2024 bei VK Novi Sad.
Drašović siegte mit der serbischen Juniorenmannschaft bei der Junioren-Weltmeisterschaft 2015, zwei Jahre später wurde er Dritter. 2016 debütierte er in der Nationalmannschaft. Bei der Weltmeisterschaft 2019 belegte die serbische Mannschaft den fünften Platz, nachdem sie im Viertelfinale mit 9:12 gegen die Spanier verloren hatte.
2022 belegte Radomir Drašović mit der serbischen Mannschaft den fünften Platz bei der Weltmeisterschaft in Budapest nach einem 12:14 gegen Kroatien im Viertelfinale.  Bei der Weltmeisterschaft 2023 gewannen die Serben im Viertelfinale gegen Italien nach Fünf-Meter-Schießen. Einem 7:13 gegen die Griechen im Halbfinale folgte ein 6:9 gegen Spanien im Kampf um Bronze. Im Februar 2024 bei der Weltmeisterschaft in Doha verloren die Serben im Viertelfinale mit 13:15 gegen die Kroaten und belegten schließlich den sechsten Platz.
Bei den Olympischen Spielen 2024 in Paris erreichte die serbische Mannschaft in ihrer Vorrundengruppe den vierten Platz. Nach Siegen über Griechenland mit 12:11 im Viertelfinale und das US-Team 10:6 im Halbfinale standen die Serben im Finale und trafen auf die Kroaten, die in der Vorrunde ebenfalls Gruppenvierte geworden waren. Serbien siegte im Endspiel mit 13:11 und gewann die dritte olympische Goldmedaille in Folge. Drašović erzielte im Finale einen Treffer.